# Somme-Vesle
Pour les articles homonymes, voir Somme.
Somme-Vesle est une commune française, située dans le département de la Marne en région Grand Est.

## Géographie

### Localisation
Somme-Vesle se trouve au centre-est du département de la Marne, en région Grand Est. Elle est située à l'intersection des axes Châlons-en-Champagne/Sainte-Menehould et Reims/Bar-le-Duc.
La commune s'étend sur une superficie de 3 531 hectares. Elle appartient à la région agricole de la Champagne crayeuse. Sur son territoire, l'altitude varie de 146 à 209 mètres. L'altitude est minimale à l'ouest, sur les bords de la Vesle, affluent de l'Aisne qui prend sa source sur la commune. Son point culminant se trouve à l'opposé, à l'est, au lieu-dit la Blanche Côte.
Par la route, Somme-Vesle se situe à 21 km de Châlons-en-Champagne, préfecture de la Marne, à 61 km de Reims, principale ville du département, à 28 km de Saint-Germain-la-Ville, siège de la communauté de communes de la Moivre à la Coole, et à 29 km de Sainte-Menehould, bureau centralisateur du canton d'Argonne Suippe et Vesle dont dépend Somme-Vesle depuis 2015. La commune fait en outre partie du bassin de vie de Châlons-en-Champagne.
Somme-Vesle est limitrophe de 7 communes :
| Bussy-le-Château, Saint-Remy-sur-Bussy | Tilloy-et-Bellay | Auve    |
| Courtisols                             | Somme-Vesle      | Herpont |
|                                        | Poix             |         |

### Hydrographie

#### Réseau hydrographique
La commune est traversée par la ligne de partage des eaux entre les régions hydrographiques « la Seine de sa source au confluent de l'Oise (exclu) » et « la Seine du confluent de l'Oise (inclus) à l'embouchure » au sein du bassin Seine-Normandie. Elle est drainée par la Vesle et la Cassine,.
La Vesle, d'une longueur de 139 km, prend sa source dans la commune et se jette  dans l'Aisne à Ciry-Salsogne, après avoir traversé 52 communes. 

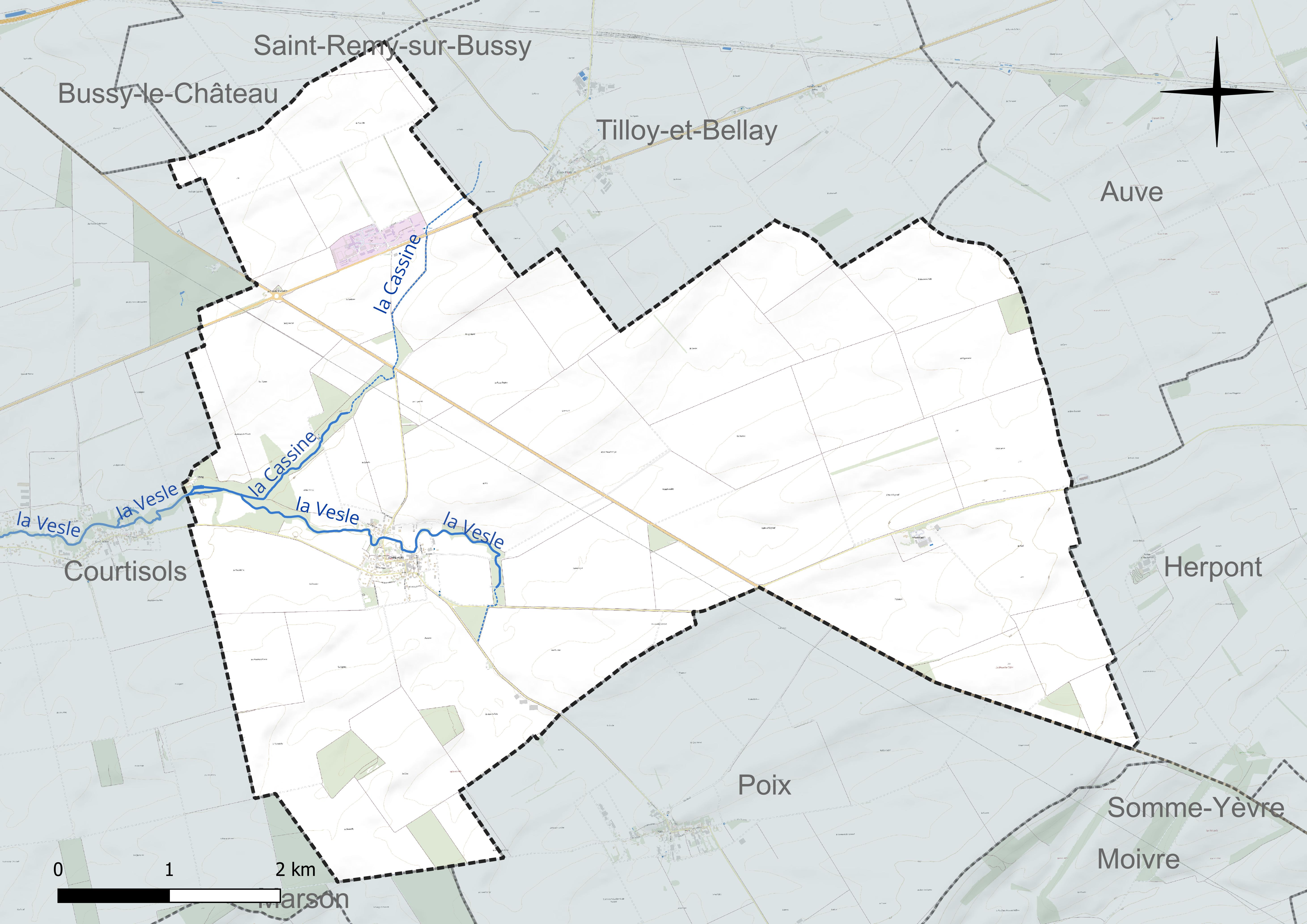
Réseau hydrographique de Somme-Vesle.

#### Gestion et qualité des eaux
Le territoire communal est couvert par le schéma d'aménagement et de gestion des eaux (SAGE) « Aisne Vesle Suippe ». Ce document de planification, dont le territoire s’étend sur 3 096 km2 répartis sur trois départements (Aisne, Marne et Ardennes) et deux régions (Champagne-Ardenne et Picardie), a été approuvé le 16 décembre 2013. La structure porteuse de l'élaboration et de la mise en œuvre est le Syndicat d’aménagement des bassins Aisne Vesle Suippe (SIABAVES). 
La qualité des cours d’eau peut être consultée sur un site dédié géré par les agences de l’eau et l’Agence française pour la biodiversité. 

### Climat
Pour des articles plus généraux, voir Climat du Grand Est et Climat de la Marne.
En 2010, le climat de la commune est de type climat des marges montargnardes, selon une étude du Centre national de la recherche scientifique s'appuyant sur une série de données couvrant la période 1971-2000. En 2020, Météo-France publie une typologie des climats de la France métropolitaine dans laquelle la commune est exposée à un climat océanique altéré et est dans la région climatique  Nord-est du bassin Parisien, caractérisée par un ensoleillement médiocre, une pluviométrie moyenne régulièrement répartie au cours de l’année et un hiver froid (3 °C). 
Pour la période 1971-2000, la température annuelle moyenne est de 10,3 °C, avec une amplitude thermique annuelle de 15,8 °C. Le cumul annuel moyen de précipitations est de 758 mm, avec 12,3 jours de précipitations en janvier et 8,7 jours en juillet. Pour la période 1991-2020, la température moyenne annuelle observée sur la station météorologique installée sur la commune est de 10,7 °C et le cumul annuel moyen de précipitations est de 782,0 mm. 
La température maximale relevée sur cette station est de 41,5 °C, atteinte le 25 juillet 2019 ; la température minimale est de −17,6 °C, atteinte le 21 février 1994,,. 
| Mois                                  | jan.             | fév.             | mars           | avril         | mai           | juin            | jui.          | août          | sep.          | oct.          | nov.             | déc.           | année      |
| ------------------------------------- | ---------------- | ---------------- | -------------- | ------------- | ------------- | --------------- | ------------- | ------------- | ------------- | ------------- | ---------------- | -------------- | ---------- |
| Température minimale moyenne (°C)     | 0,1              | 0,4              | 2,1            | 3,9           | 7,8           | 10,6            | 12,6          | 12,6          | 9,5           | 6,9           | 3,5              | 1              | 5,9        |
| Température moyenne (°C)              | 3                | 3,9              | 6,8            | 9,8           | 13,6          | 16,7            | 18,9          | 18,8          | 15,1          | 11,2          | 6,5              | 3,7            | 10,7       |
| Température maximale moyenne (°C)     | 5,8              | 7,4              | 11,6           | 15,7          | 19,5          | 22,8            | 25,3          | 25            | 20,8          | 15,5          | 9,6              | 6,3            | 15,4       |
| Record de froid (°C) date du record   | −17,4 01.01.1997 | −17,6 21.02.1994 | −13,9 01.03.05 | −6,8 11.04.03 | −1,6 04.05.11 | −1,7 04.06.1991 | 3 03.07.11    | 2,1 26.08.18  | −1 23.09.1986 | −5 29.10.12   | −12,6 24.11.1998 | −16,7 20.12.09 | −17,6 1994 |
| Record de chaleur (°C) date du record | 16 03.01.14      | 20,5 27.02.19    | 24 30.03.17    | 28,4 15.04.07 | 32,2 28.05.17 | 36,3 28.06.11   | 41,5 25.07.19 | 39,5 12.08.03 | 34,8 14.09.20 | 26,7 13.10.18 | 21,4 07.11.15    | 16 17.12.15    | 41,5 2019  |
| Précipitations (mm)                   | 69,5             | 63               | 59,7           | 51,8          | 66,2          | 64,2            | 65,4          | 66,5          | 51,8          | 69,7          | 70,8             | 83,4           | 782        |

| Diagramme climatique                                  |          |             |             |             |              |              |            |             |             |            |          |
| J                                                     | F        | M           | A           | M           | J            | J            | A          | S           | O           | N          | D        |
| 5,80,169,5                                            | 7,40,463 | 11,62,159,7 | 15,73,951,8 | 19,57,866,2 | 22,810,664,2 | 25,312,665,4 | 2512,666,5 | 20,89,551,8 | 15,56,969,7 | 9,63,570,8 | 6,3183,4 |
| Moyennes : • Temp. maxi et mini °C • Précipitation mm |          |             |             |             |              |              |            |             |             |            |          |

Les paramètres climatiques de la commune ont été estimés pour le milieu du siècle (2041-2070) selon différents scénarios d'émission de gaz à effet de serre à partir des nouvelles projections climatiques de référence DRIAS-2020. Ils sont consultables sur un site dédié publié par Météo-France en novembre 2022.

### Milieux naturels et biodiversité
L'Inventaire national du patrimoine naturel (INPN) recense 349 espèces sur le territoire de la commune, dont 31 espèces protégées et 20 espèces menacées.
Somme-Vesle compte une zone naturelle d'intérêt écologique, faunistique et floristique (ZNIEFF) de type I, celle des « pinèdes des Terres Notre-Dame, du Mont Destré et de la Vallée des Vignes à Courtisols », au sud de la commune. L'Inventaire national du patrimoine naturel décrit la zone comme « constituée par des pinèdes de pins sylvestres et de pins noirs, entrecoupées de cultures pour certaines, des bois feuillus de recolonisation, des broussailles et des pelouses ». Le site est typique des derniers savarts de la Champagne crayeuse. On y trouve une quarantaine d'espèces d'insectes, dont plusieurs sont incluses sur la liste rouge régionale : le dectique verrucivore, l'éphippigère des vignes, le mélitée des scabieuses, le mercure et l'oedipode turquoise.

## Urbanisme

### Typologie
Au 1er janvier 2024, Somme-Vesle est catégorisée commune rurale à habitat dispersé, selon la nouvelle grille communale de densité à sept niveaux définie par l'Insee en 2022.
Elle est située hors unité urbaine. Par ailleurs la commune fait partie de l'aire d'attraction de Châlons-en-Champagne, dont elle est une commune de la couronne,. Cette aire, qui regroupe 97 communes, est catégorisée dans les aires de 50 000 à moins de 200 000 habitants,.

### Occupation des sols
L'occupation des sols de la commune, telle qu'elle ressort de la base de données européenne d’occupation biophysique des sols Corine Land Cover (CLC), est marquée par l'importance des territoires agricoles (96,4 % en 2018), une proportion identique à celle de 1990 (96,4 %). La répartition détaillée en 2018 est la suivante : 
terres arables (96,4 %), forêts (1,9 %), zones urbanisées (0,9 %), zones industrielles ou commerciales et réseaux de communication (0,7 %). L'évolution de l’occupation des sols de la commune et de ses infrastructures peut être observée sur les différentes représentations cartographiques du territoire : la carte de Cassini (XVIIIe siècle), la carte d'état-major (1820-1866) et les cartes ou photos aériennes de l'IGN pour la période actuelle (1950 à aujourd'hui).

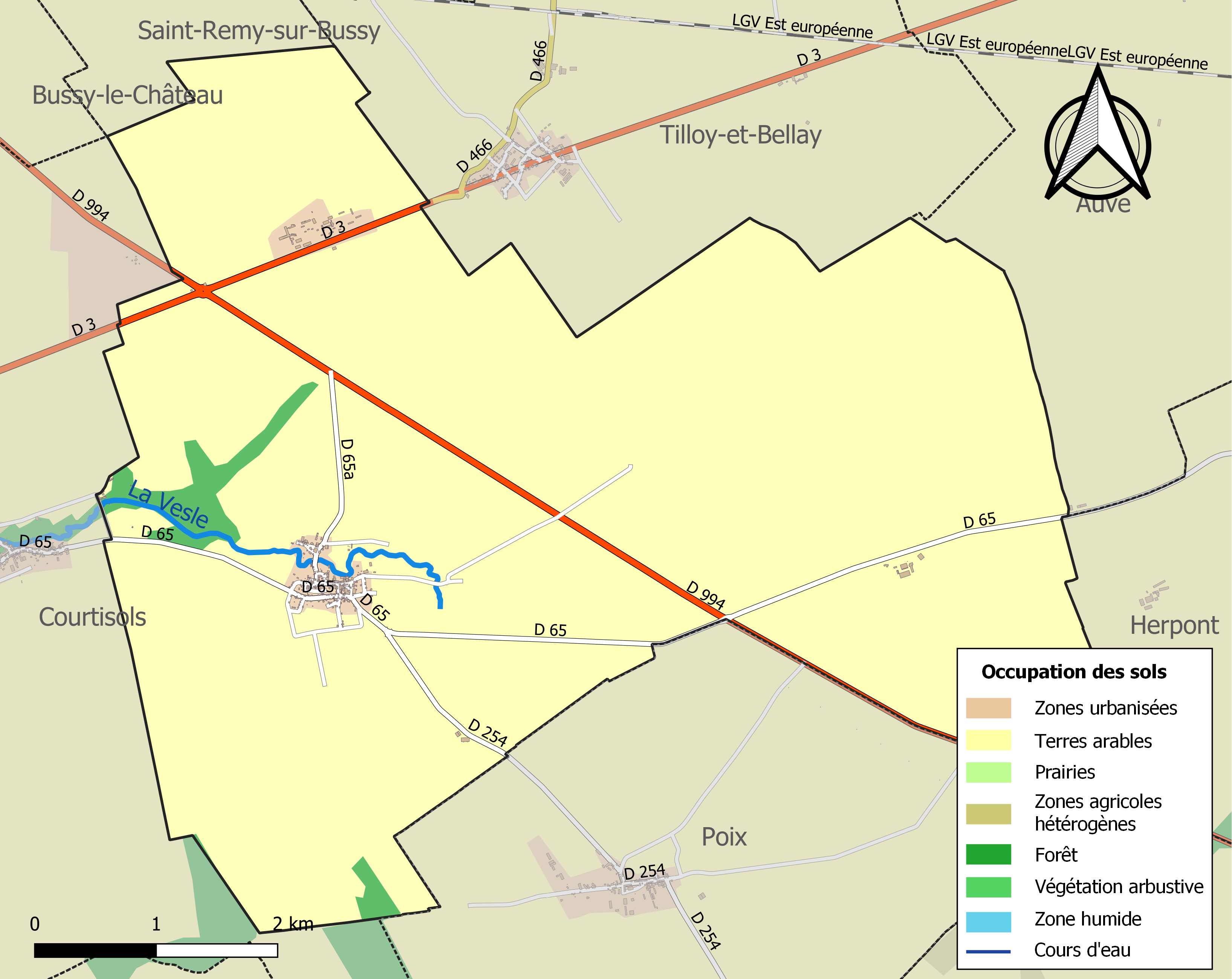
Carte des infrastructures et de l'occupation des sols de la commune en 2018 (CLC).

### Hameaux et écarts
Outre le village de Somme-Vesle, la commune comprend quelques hameaux et écarts : l'Étang à l'ouest sur la Vesle, la Grande Romanie au nord-ouest à l'intersection de la RD3 et de la RD994, ainsi que Sébastopol à l'est sur la RD65. Le lycée, au nord sur la RD3, forme également un écart distinct du village.

### Voies de communication et transports
Somme-Vesle est desservie par la route départementale 3 (ancienne route nationale 3) entre Châlons-en-Champagne et Sainte-Menehould et par la route départementale 994 (ancienne route nationale 394 et voie romaine Reims-Metz) entre Reims et Bar-le-Duc. Les deux axes se croisent au lieu-dit la Grande Romanie.
Le village se trouve en retrait de ces deux axes principaux, relié à la RD994 par la RD65a. Le village est traversé par la route départementale 65 entre Courtisols à l'ouest et Herpont à l'est. La route départementale 254 relie Somme-Vesle à Poix au sud-est.

## Toponymie
Le nom de la localité est attesté sous les formes Summa Vidula (1043) ; Summevella (1159) ; Summevelle (1185) ; Summavella (1187) ; Sommevilla (1197) ; Summa Vitula (1213) ; Some Veele (1243) ; Soume Vella, Soumma Vella, Sommavella, Sommevele, Sommevelle (vers 1252) ; Somevelle (1269) ; Sommavilla (1405) ; Sommevesle (1484) ; Someviele (XVIe siècle) ; Sommevel (1685) ; Sommeville (1720) ; Somme-Vesle (1860).
Dans la toponymie locale, les lieux appelés somme désignent une « source », pour Somme-Vesle, « source de la Vesle ». Ce nom est dérivé du latin summus ou summa (« point le plus haut ») ; la source étant le point le plus haut de la vallée.

## Histoire

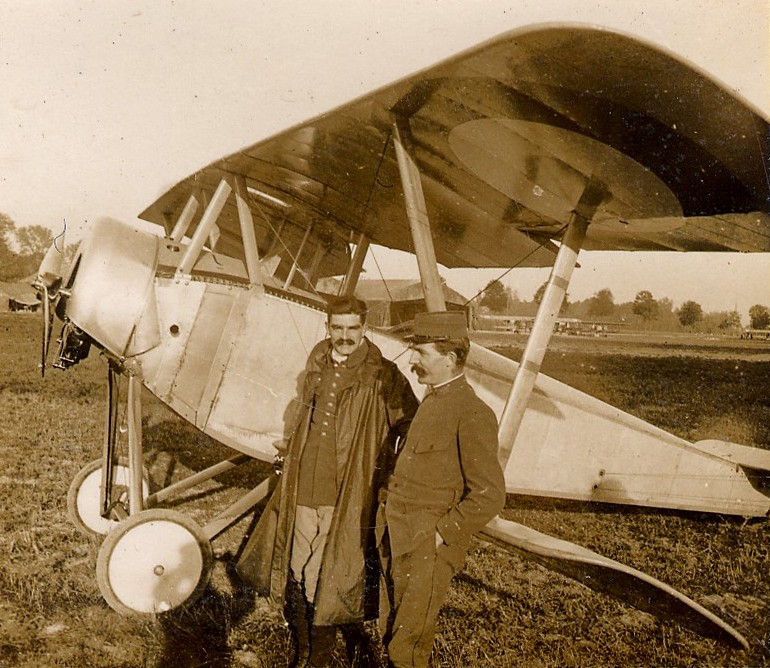
L'escadrille n° 23 à Somme-Vesle, Fonds Berthelé de Toulouse.

Après 1440, Antoine de Bournonville devient seigneur de Somme-Vesle, héritage de sa femme Jeanne de Thourotte.

## Politique et administration

### Intercommunalité
La commune, antérieurement membre de la communauté de communes des Sources de la Vesle, l'a quittée le 31 décembre 2013 pour rejoindre le 1er janvier 2014 la communauté de communes de Suippe et Vesle.
En effet, conformément aux prévisions du schéma départemental de coopération intercommunale (SDCI) de la Marne du 15 décembre 2011,, les communautés de communes CC de la région de Suippes et CC des sources de la Vesle ont fusionné le 1er janvier 2014 afin de former la nouvelle communauté de communes de Suippe et Vesle.
Elle intègre le 1er janvier 2017 la communauté de communes de la Moivre à la Coole.

### Liste des maires
| Période                                  | Période    | Identité           | Étiquette | Qualité                        |
| ---------------------------------------- | ---------- | ------------------ | --------- | ------------------------------ |
| Les données manquantes sont à compléter. |            |                    |           |                                |
|                                          | 1876       | Vallé              |           |                                |
| 1876                                     | après 1877 | Arnould            |           |                                |
| 2001                                     | 2012       | Michel Arnould     |           |                                |
| 2012                                     |            | Jean-Claude Mandin |           | Réélu pour le mandat 2014-2020 |
| mai 2020                                 | En cours   | Freddy mellet      |           |                                |

## Équipements et services publics

### Eau et déchets
L'approvisionnement en eau potable et l'assainissement des eaux usées sont des compétences de la communauté de communes de la Moivre à la Coole. La commune de Somme-Vesle est alimentée en eau potable par le captage des Épinettes, situé sur son territoire. L'approvisionnement en eau potable est délégué à Veolia. L'assainissement y est non collectif.
Le service public des déchets est assuré par le Syndicat mixte du Sud-Est Marnais (SYMSEM), qui a mis en place une redevance incitative. La collecte des ordures ménagères résiduelles (en bacs noirs pucés ou en sacs rouges prépayés) et des emballages ménagers recyclables (en sacs jaunes) est réalisée en porte à porte. Le SYMSEM adhérant au syndicat de valorisation des ordures ménagères de la Marne (SYVALOM), ces déchets sont amenés en centre de transfert à Sainte-Menehould ou Vitry-en-Perthois, puis valorisés sur le site de La Veuve. La collecte du verre se fait en apport volontaire, avant transformation dans une usine de Reims. Pour les déchets volumineux ou dangereux, le SYMSEM met à disposition de ses habitants une plateforme de déchets verts et gravats, à Saint-Amand-sur-Fion, ainsi que 12 déchèteries, à Arrigny, Courtisols, Givry-en-Argonne, Mairy-sur-Marne, Pargny-sur-Saulx, Pogny, Sainte-Menehould, Thiéblemont-Farémont, Valmy, Vanault-les-Dames, Villers-en-Argonne et Ville-sur-Tourbe.

### Enseignement
Somme-Vesle fait partie de l'académie de Reims.
Les enfants de Courtisols, Poix et Somme-Vesle fréquentent le groupe scolaire Jean de la Fontaine de Courtisols. Le groupe scolaire réunit une école maternelle de 59 élèves et une école élémentaire de 162 élèves (chiffres 2024-2025).
Les enfants de Somme-Vesle sont ensuite rattachés au collège Jean Moulin de Saint-Memmie et au lycée Étienne Oehmichen de Châlons-en-Champagne.
Somme-Vesle accueille un lycée agricole public, le lycée de la Nature et du Vivant de Somme-Vesle. Le lycée fait partie de l'établissement public local d'enseignement de formation professionnelle agricole (EPLEFPA) de Châlons-en-Champagne. Il forme ses 420 élèves à des baccalauréats professionnels (conduite et gestion de l'entreprise agricole, conduite et gestion de l'entreprise du secteur canin et félin, services aux personnes et aux territoires), un baccalauréat technologique (sciences et technologies de l'agronomie et du vivant), un baccalauréat général (spécialités mathématiques, physique et biologie-écologie), des brevets de technicien supérieur (agronomie et cultures durables ; qualité, alimentation, innovation et maîtrise sanitaire) et une licence professionnelle (valorisation des agro-ressources).

### Postes et télécommunications
Trois boîtes aux lettres de La Poste se trouvent sur le territoire de la commune, rue basse, rue du Champ de Foire et rue de la Vesle. Le bureau de poste le plus proche est situé à Courtisols, à environ 5 km de Somme-Vesle.

### Justice, sécurité et secours
Du point de vue judiciaire, Somme-Vesle relève du conseil de prud'hommes, du tribunal de commerce, du tribunal judiciaire, du tribunal paritaire des baux ruraux et du tribunal pour enfants de Châlons-en-Champagne, dans le ressort de la cour d'appel de Reims. Pour le contentieux administratif, la commune dépend du tribunal administratif de Châlons-en-Champagne et de la cour administrative d'appel de Nancy.
Somme-Vesle est située en secteur Gendarmerie nationale et dépend de la brigade de Courtisols.
En matière d'incendie et de secours, la commune dépend du Service départemental d'incendie et de secours (SDIS) de la Marne.

## Population et société

### Démographie
L'évolution du nombre d'habitants est connue à travers les recensements de la population effectués dans la commune depuis 1793. Pour les communes de moins de 10 000 habitants, une enquête de recensement portant sur toute la population est réalisée tous les cinq ans, les populations de référence des années intermédiaires étant quant à elles estimées par interpolation ou extrapolation. Pour la commune, le premier recensement exhaustif entrant dans le cadre du nouveau dispositif a été réalisé en 2005.

En 2022, la commune comptait 346 habitants, en évolution de −19,16 % par rapport à 2016 (Marne : −1,19 %, France hors Mayotte : +2,11 %).
| 1793 | 1800 | 1806 | 1821 | 1831 | 1836 | 1841 | 1846 | 1851 |
| ---- | ---- | ---- | ---- | ---- | ---- | ---- | ---- | ---- |
| 360  | 351  | 366  | 364  | 413  | 442  | 436  | 413  | 418  |

| 1856 | 1861 | 1866 | 1872 | 1876 | 1881 | 1886 | 1891 | 1896 |
| ---- | ---- | ---- | ---- | ---- | ---- | ---- | ---- | ---- |
| 404  | 383  | 380  | 343  | 351  | 341  | 326  | 330  | 320  |

| 1901 | 1906 | 1911 | 1921 | 1926 | 1931 | 1936 | 1946 | 1954 |
| ---- | ---- | ---- | ---- | ---- | ---- | ---- | ---- | ---- |
| 303  | 284  | 284  | 331  | 284  | 297  | 270  | 246  | 206  |

| 1962 | 1968 | 1975 | 1982 | 1990 | 1999 | 2005 | 2006 | 2010 |
| ---- | ---- | ---- | ---- | ---- | ---- | ---- | ---- | ---- |
| 189  | 237  | 246  | 227  | 221  | 226  | 313  | 327  | 425  |

| 2015 | 2020 | 2022 | - | - | - | - | - | - |
| ---- | ---- | ---- | - | - | - | - | - | - |
| 428  | 357  | 346  | - | - | - | - | - | - |

### Cultes
Pour le culte catholique, Somme-Vesle dépend de la paroisse Sainte-Marie aux Sources de la Vesle, au sein du diocèse de Châlons-en-Champagne.

### Médias
La presse écrite régionale comprend le quotidien L'Union et l'hebdomadaire L'Hebdo du vendredi.
Parmi les stations de radio locales, il est possible de citer Ici Champagne-Ardenne et Champagne FM.

## Culture et patrimoine

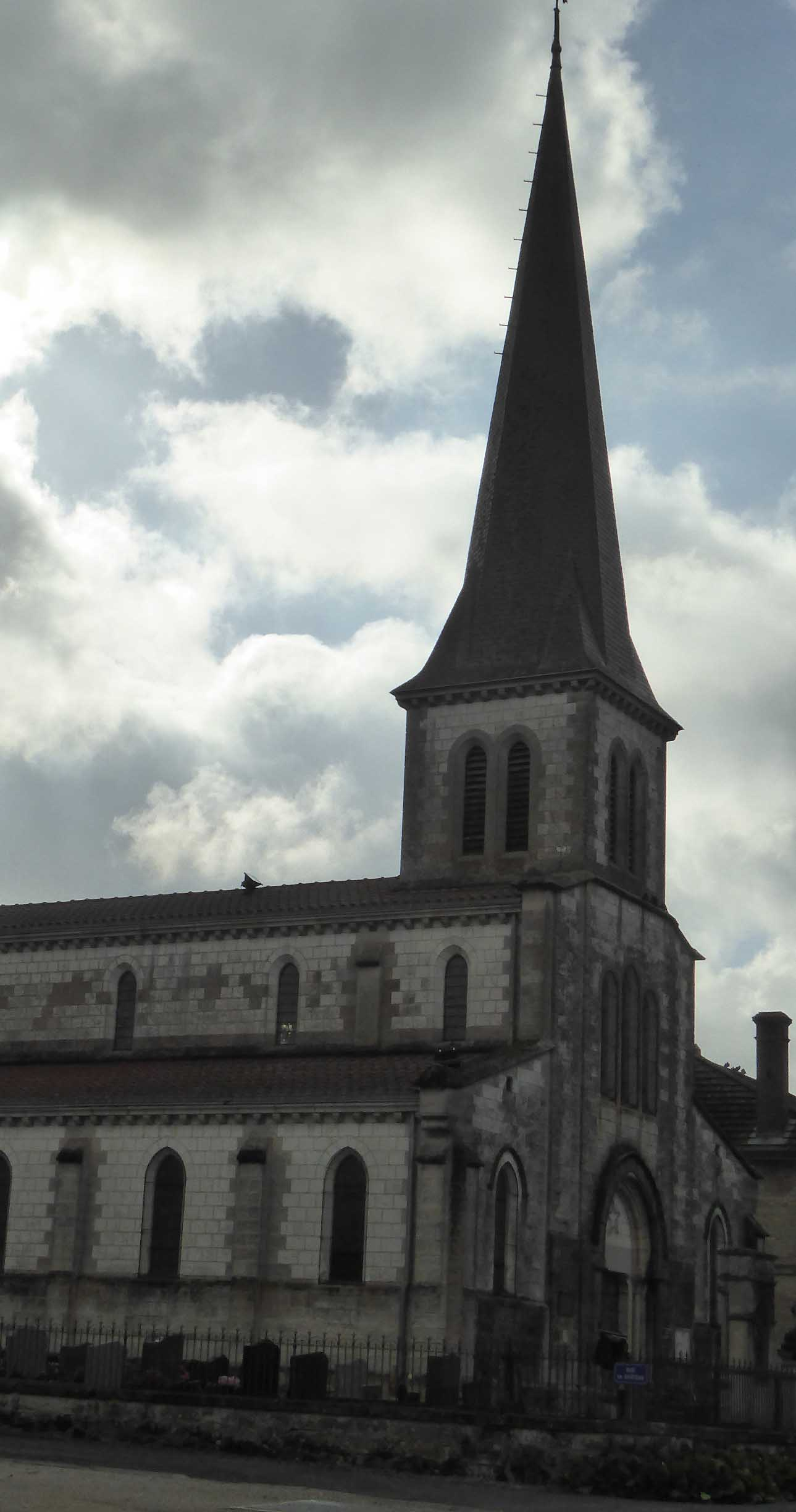
Son église st-Martin.

### Lieux et monuments
- Hameau de la Grande Romanie : ancienne voie romaine de Reims à Bar-le-Duc, terrain de golf.
- Le musée de la Bertauge, sur 1 500 mètres carrés une présentation de la vie rurale[56].

### Musique
Somme-Vesle, connu aussi sous le nom de « Rock'n'roll Village » à la particularité d'avoir un grand nombre de groupes de musique issus d'influence rock pour un nombre restreint d'habitants ce qui lui vaut un concert Rock courant juin chaque année : le Somme Ves'tival. Parmi ces groupes on trouve le groupe de rock marnais Natchez ainsi que celui de heavy rock Shoeilager.

### Héraldique
| Armes de Somme-Vesle | Les armes de la commune se blasonnent ainsi : d'or au lion de gueules surmonté d'un lambel de sept pendants de sable, à la champagne ondée d'azur. |